# Elisas
Elisas er ett svenskt danseband. Det blev dannet i 2009. I 2010 vandt de Dansbandskampen.

## Medlemmer
- Elisa Lindström – forsanger, trompet
- Markus Frykén – guitar
- Petter Ferneman – bas, harmonika
- Robert Lundh – klaver
- Daniel Wallin – trommer

## Diskografi

### Album
| År   | Album                   | Hitlisteplacering SWE | Certificering |
| ---- | ----------------------- | --------------------- | ------------- |
| 2011 | Det här är bara början  | 1                     |               |
| 2012 | Det sa klick!           | 4                     |               |
| 2013 | Be mig! Se mig! Ge mig! | 3                     |               |
| 2013 | En gnistrande jul       | 8                     |               |
| 2014 | Det ska va lätt         | 2                     |               |
| 2015 | Utekväll                | 1                     |               |

### Singler
| År   | Sang                            | Hitliste placering SWE | Certificering | Album                  |
| ---- | ------------------------------- | ---------------------- | ------------- | ---------------------- |
| 2010 | "Hey Go So Long"                | –                      |               | Non-album release      |
| 2010 | "Om du säger att du älskar mig" | 59                     |               | Det här är bara början |

### Svensktoppen-sange
- 2011: "Det här är bara början"
- 2011: "En stjärna föll för oss"
- 2011: "Jag säger som det är"

## Eksterne henvisninge
- Wikimedia Commons har flere filer relateret til Elisas
- Elisas Arkiveret 7. oktober 2010 hos  Wayback Machine

- Elisas på MusicBrainz